# Siro valleorum
Siro valleorum is een hooiwagen uit de familie Sironidae.